# Сесса-Чиленто
Сесса-Чиленто (итал. Sessa Cilento) — коммуна в Италии, располагается в регионе Кампания, в провинции Салерно.
Население составляет 1466 человек (2008 г.), плотность населения составляет 81 чел./км². Занимает площадь 18 км². Почтовый индекс — 84074. Телефонный код — 0974.
Покровителем коммуны почитается святой первомученик Стефан, празднование 3 августа.

## Демография
Динамика населения:

## Администрация коммуны
- Официальный сайт: